# Noah Frick
Noah Zinedine Frick (Liestal, 1 oktober 2001) is een Liechtensteins-Zwitsers voetballer die als aanvallende middenvelder speelt.

## Carrière
Frick speelde in zijn jeugd eerst voor USV Eschen/Mauren en FC Schaan, daarna kwam hij in de jeugdopleiding van FC Vaduz (de enige profclub van Liechtenstein) terecht. Op 26 september 2018 maakte hij voor deze club zijn prof debuut tegen FC Wil, in deze wedstrijd werd niet gescoord. De toenmalige trainer van Vaduz Mario Frick is zijn vader.
In 2019 won Frick met Vaduz de Beker van Liechtenstein door in de finale FC Ruggell met 3-2 te verslaan. In deze finale kreeg Frick echter geen speelminuten.
In september 2020 maakte Frick een transfervrije naar Neuchâtel Xamax uit Zwitserland. Frick kwam voor zijn nieuwe club echter nog niet tot spelen toe door een blessure aan de rug.
Na het seizoen 2020/21 verlengde Neuchâtel Fricks contract niet waardoor hij in de Zwitserse amateurreeksen terecht kwam.

## Interlandcarrière
Frick maakte interland debuut op 23 maart 2019 tegen Griekenland, Frick viel in het slot van de wedstrijd pas in. Griekenland won de wedstrijd met 0-2.
Zijn eerste doelpunt voor Liechtenstein maakte hij anderhalf jaar na zijn debuut in een Nations League wedstrijd tegen Gibraltar. De match eindigde op een 1-1 gelijkspel, Frick's doelpunt leverde Liechtenstein dus 1 punt op.

## Erelijst
| Beker van Liechtenstein | 1x | 2019 |